# Cinematică
Cinematica (în lb. greacă κινεῖν, kinein, a se mișca) este o ramură a mecanicii clasice ce se ocupă cu studiul mișcării obiectelor fără a lua în considerație cauza ce duce la această mișcare.
Cinematica nu trebuie confundată cu altă ramură a mecanicii clasice, dinamica (care studiază relația între mișcarea obiectelor și cauza care o determină).

## Mișcarea liniară

### Poziție, deplasare, și distanță
Poziția unui punct în spațiu este locația sa relativă față de o origine.

## Cinematica punctului material

### Punctul material
Prin punctul material se înțelege un corp ale cărui dimensiuni pot fi neglijate în descrierea mișcării sale. Posibilitatea acestei neglijări depinde de condițiile concrete ale diferitelor probleme studiate. Astfel, planetele pot fi considerate puncte materiale când se studiază mișcarea lor în jurul Soarelui, dar nu și când se studiază mișcarea lor în jurul axei proprii. 

### Vectorul de poziție
Poziția unui punct material este determinată de vectorul de poziție {\displaystyle \mathbf {r} }, ce unește originea sistemului de coordonate cu punctul material considerat și ale cărui componente coincid cu coordonatele carteziene {\displaystyle x,\,y,\,z,\,} {\displaystyle \mathbf {r} _{A}=(x_{A},y_{A},z_{A})} ale acestui punct:{\displaystyle {\vec {r}}=x{\vec {i}}+y{\vec {j}}+z{\vec {k}}\ .}Mărimea acestui vector este:{\displaystyle |\mathbf {r} |={\sqrt {x_{A}^{\ 2}+y_{A}^{\ 2}+z_{A}^{\ 2}}}\ .}

### Viteza punctului material
Viteza unui punct material este un vector definit prin relația:
{\displaystyle {\vec {v}}={\frac {d{\vec {r}}}{dt}}\ .}
Vectorul {\displaystyle {\vec {v}}} este orientat după tangenta la traiectoria punctului material.

### Accelerația
Accelerația unui punct material este dată de expresia:
{\displaystyle {\vec {a}}={\frac {d{\vec {v}}}{dt}}={\frac {d^{2}{\vec {r}}}{dt^{2}}}\ .}
Vectorul accelerație nu este tangent la traiectorie (exceptând cazul mișcării rectilinii).

### Deplasarea
Deplasarea reprezintă un vector care descrie schimbarea poziției unui punct material în decursul unei perioade de timp. Din punct de vedere geometric, deplasarea reprezintă cea mai scurtă distanță dintre două puncte, fiind independentă de cadrul referențial. Dacă punctul {\displaystyle A} are vectorul de poziție{\displaystyle \mathbf {r} _{A}=(x_{A},\,y_{A},\,z_{A})} și punctul {\displaystyle B} are vectorul de poziție {\displaystyle \mathbf {r} _{B}=(x_{B},\,y_{B},\,z_{B})}, atunci deplasarea {\displaystyle \mathbf {r} _{AB}} de la {\displaystyle A} la {\displaystyle B} este dată de expresia:
{\displaystyle \mathbf {r} _{AB}=(x_{A}-x_{B},\,y_{A}-y_{B},\,z_{A}-z_{B})\ ,}
și având modulul:
{\displaystyle ||\mathbf {r} _{AB}||={\sqrt {(x_{B}-x_{A})^{2}+(y_{B}-y_{A})^{2}+(z_{B}-z_{A})^{2}}}\ .}

### Distanța
Distanța este o mărime scalară, care descrie lungimea drumului parcurs de un punct material între două repere. Dacă poziția punctului este cunoscută în funcție de timp ({\displaystyle \mathbf {r} =\mathbf {r} (t)}), distanța {\displaystyle s} parcursă de la timpul {\displaystyle t_{1}} la timpul {\displaystyle t_{2}} este:
{\displaystyle s=\int _{t_{1}}^{t_{2}}|d\mathbf {r} |=\int _{t_{1}}^{t_{2}}ds=\int _{t_{1}}^{t_{2}}{\sqrt {dx^{2}+dy^{2}+dz^{2}}}=\int _{t_{1}}^{t_{2}}{\sqrt {\left({\frac {dx}{dt}}\right)^{2}+\left({\frac {dy}{dt}}\right)^{2}+\left({\frac {dz}{dt}}\right)^{2}}}\;dt\ .}